# Ronde van Thüringen voor vrouwen 2023
De 35e editie van de wielerwedstrijd Ronde van Thüringen voor vrouwen (Thüringen Rundfahrt der Frauen of Lotto Thüringen Ladies Tour) werd in 2023 verreden van 23 tot en met 28 mei. De wedstrijd maakt deel uit van de UCI Women's ProSeries 2023. De ronde ging van start met een ploegentijdrit in Schleiz en finishte in Mühlhausen. In alle zes etappes was de startplaats ook de aankomstplaats. De vorige editie werd gewonnen door de Australische Alexandra Manly. Zij werd opgevolgd door de Belgische Lotte Kopecky. Alle etappes werden gewonnen door haar ploeg Team SD Worx.

## Deelname
Er namen vijf UCI Women's World Tour-ploegen, zeven continentale teams, drie clubteams en twee nationale selecties deel. In totaal gingen 96 rensters van start.
| WorldTour                                                          | Continentaal | Clubteams                                 | Nationale selectie  |
| ------------------------------------------------------------------ | --- | ----------------------------------------- | ------------------- |
| Canyon-SRAM Fenix-Deceuninck Jayco AlUla Team SD Worx UAE Team ADQ | AG Insurance-Soudal Quick-Step Arkéa BridgeLane Women Ceratizit-WNT Maxx-Solar Rose Parkhotel Valkenburg Top Girls Fassa Bortolo | Ara-Skip Capital One World Team Stuttgart | Duitsland Nederland |

## Etappe-overzicht
| Etappe | Datum  | Start        | Finish       | Type           | Afstand  | Winnaar           | Klassementsleider |
| ------ | ------ | ------------ | ------------ | -------------- | -------- | ----------------- | ----------------- |
| 1      | 23 mei | Schleiz      | Schleiz      | Ploegentijdrit | 9,1 km   | Team SD Worx      | Lotte Kopecky     |
| 2      | 24 mei | Gera         | Gera         | Heuvelrit      | 153,5 km | Mischa Bredewold  | Mischa Bredewold  |
| 3      | 25 mei | Schmölln     | Schmölln     | Vlakke rit     | 94,6 km  | Barbara Guarischi | Mischa Bredewold  |
| 4      | 26 mei | Gotha        | Gotha        | Vlakke rit     | 135,5 km | Lonneke Uneken    | Mischa Bredewold  |
| 5      | 27 mei | Schmalkalden | Schmalkalden | Heuvelrit      | 132,6 km | Lorena Wiebes     | Lorena Wiebes     |
| 6      | 28 mei | Mühlhausen   | Mühlhausen   | Heuvelrit      | 126,2 km | Lotte Kopecky     | Lotte Kopecky     |

## Klassementenverloop
| Etappe       | Winnaar           | Algemeen klassement · | Puntenklassement · | Bergklassement · | Jongerenklassement · | Ploegenklassement |
| ------------ | ----------------- | --------------------- | ------------------ | ---------------- | -------------------- | ----------------- |
| 1            | Team SD Worx      | Lotte Kopecky         | niet uitgereikt    | niet uitgereikt  | Antonia Niedermaier  | Team SD Worx      |
| 2            | Mischa Bredewold  | Mischa Bredewold      | Mischa Bredewold   | Alice Palazzi    | Neve Bradbury        | Team SD Worx      |
| 3            | Barbara Guarischi | Mischa Bredewold      | Mischa Bredewold   | Alice Palazzi    | Neve Bradbury        | Team SD Worx      |
| 4            | Lonneke Uneken    | Mischa Bredewold      | Lotte Kopecky      | Alice Palazzi    | Neve Bradbury        | Team SD Worx      |
| 5            | Lorena Wiebes     | Lorena Wiebes         | Lotte Kopecky      | Alice Palazzi    | Neve Bradbury        | Team SD Worx      |
| 6            | Lotte Kopecky     | Lotte Kopecky         | Lotte Kopecky      | Alice Palazzi    | Neve Bradbury        | Team SD Worx      |
| 0Eindstanden | 0Eindstanden      | Lotte Kopecky         | Lotte Kopecky      | Alice Palazzi    | Neve Bradbury        | Team SD Worx      |

Wielerweek van Valencia · 
Nokere Koerse · 
Dwars door Vlaanderen · 
Brabantse Pijl · 
Festival Elsy Jacobs · 
Clásica Féminas de Navarra · 
Ronde van Thüringen · 
Ronde van Emilia ·